# Ceraturgus johnsoni
Ceraturgus johnsoni là một loài ruồi trong họ Asilidae. Ceraturgus johnsoni được Martin miêu tả năm 1965.